# Ї
Ї, ї (cursiva Ї, ї) es una letra del alfabeto cirílico y decimotercera letra en el alfabeto ucraniano.

## Historia
La letra Ї es idéntica en forma tanto a la І cirílica como a la I latina, excepto por la diéresis. Se introdujo como parte de la ortografía Zhelekhivka, en el diccionario ucraniano-alemán de Yevhen Zhelekhivsky (2 volúmenes, 1885–6).
También se utilizó anteriormente en el alfabeto cirílico serbio a finales del siglo XVIII y principios del siglo XIX, donde representaba el sonido / j /; en esta capacidad, fue introducido por Dositej Obradović pero finalmente reemplazado por la letra moderna ј por Vuk Stefanović Karadžić.

## Uso
Se usa en la idioma ucraniano, y representa la vocal iotizada /ji/ (yí)

## Tabla de códigos
| Carácter           | Ї                          | Ї                          | ї                        | ї                        |
| ------------------ | -------------------------- | -------------------------- | ------------------------ | ------------------------ |
| Unicode            | CYRILLIC CAPITAL LETTER YI | CYRILLIC CAPITAL LETTER YI | CYRILLIC SMALL LETTER YI | CYRILLIC SMALL LETTER YI |
| Codificación       | decimal                    | hex                        | decimal                  | hex                      |
| Unicode            | 1031                       | U+0407                     | 1111                     | U+0457                   |
| UTF-8              | 208 135                    | D0 87                      | 209 151                  | D1 97                    |
| Ref. numérica      | &#1031;                    | &#x407;                    | &#1111;                  | &#x457;                  |
| KOI8-U             | 183                        | B7                         | 167                      | A7                       |
| Code page 855      | 141                        | 8D                         | 140                      | 8C                       |
| Code page 866      | 244                        | F4                         | 245                      | F5                       |
| Windows-1251       | 175                        | AF                         | 191                      | BF                       |
| ISO-8859-5         | 167                        | A7                         | 247                      | F7                       |
| Macintosh Cyrillic | 186                        | BA                         | 187                      | BB                       |